# Rimba Melintang (plaats)
Rimba Melintang is een bestuurslaag in het regentschap Rokan Hilir van de provincie Riau, Indonesië. Rimba Melintang telt 6122 inwoners (volkstelling 2010).